# Polykatianna cremea
Polykatianna cremea är en urinsektsart som beskrevs av John Tenison Salmon 1949. Polykatianna cremea ingår i släktet Polykatianna och familjen Katiannidae. Inga underarter finns listade i Catalogue of Life.